# Partido dos Trabalhadores da Grã-Bretanha
O Partido dos Trabalhadores da Grã-Bretanha (inglês: Workers Party of Britain) é um partido socialista e social-conservador da Grã-Bretanha. Foi fundado em 2019 e tem um assento na Câmara dos Comuns, o seu líder George Galloway, veterano política da esquerda radical britânica, tendo sido fundado como resposta à derrota do Partido Trabalhista, liderado por Jeremy Corbyn, nas eleição de 2019.

## Ideologia

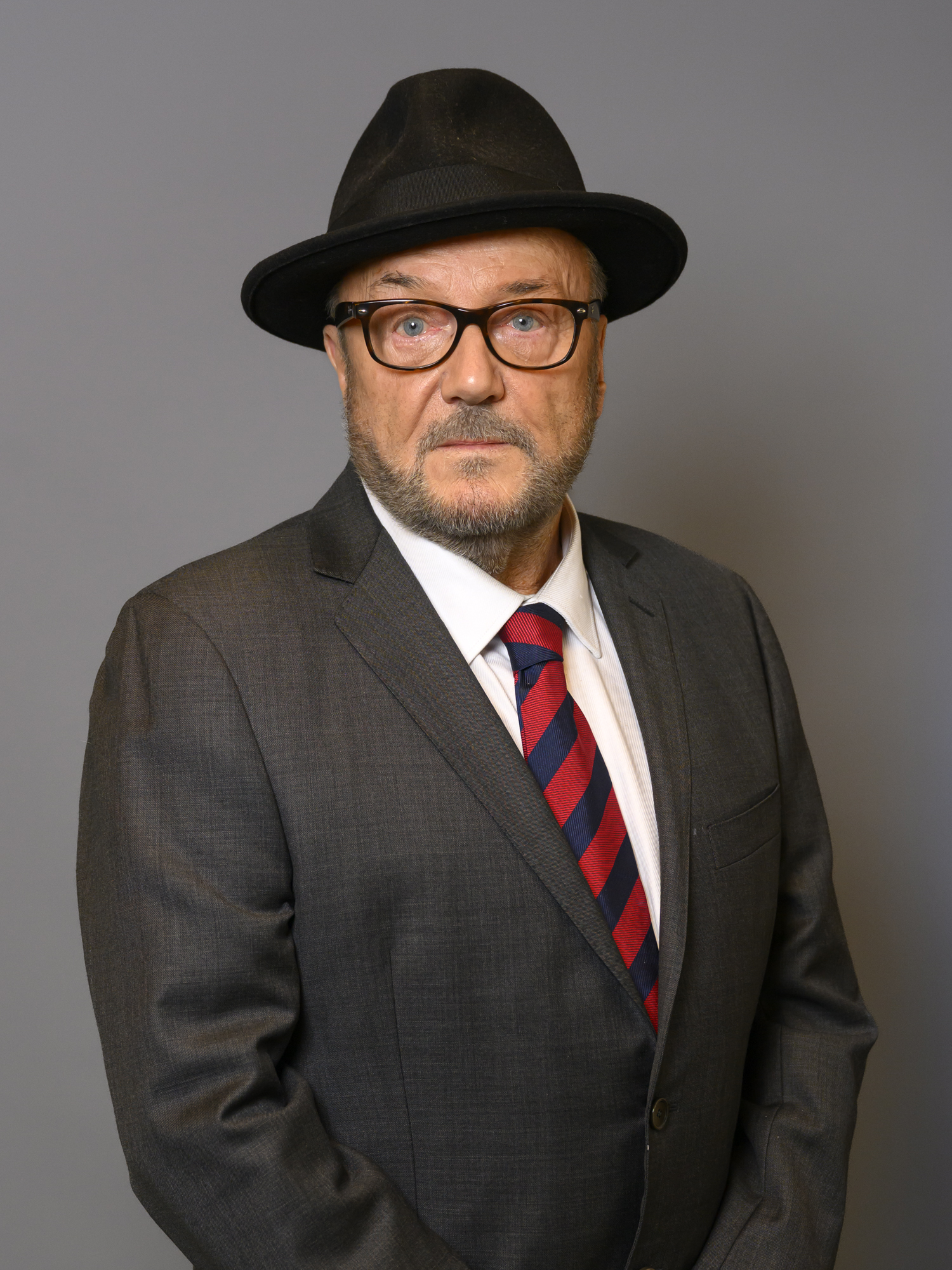
George Galloway, líder do partido desde 2019.

O partido identifica-se como um partido socialista da classe trabalhadora, que visa “uma redistribuição da riqueza e do poder a favor dos trabalhadores”. Descreve-se como "economicamente radical" e "comprometido com a política de classe". Expressa apoio a uma economia planificada. 
A plataforma do partido está delineada num plano de 10 pontos, no qual defende a "reconstrução da indústria britânica", a "habitação decente" universal, o transporte público "gratuito ou barato" e o fim das listas de espera do Serviço Nacional de Saúde. Defende referendos sobre políticas de emissões líquidas zero e o futuro da monarquia. 

### Política económica e ambiental
O seu manifesto afirma: "A transição para uma economia verde deve ocorrer a um ritmo que corresponda à capacidade da nossa população para a pagar. Não seremos seduzidos pela histeria verde mais apocalíptica que inunda os nossos meios de comunicação, mas procuraremos um debate racional centrado na resultados democraticamente alinhados e benéficos para os trabalhadores".
O partido tem sido referido como "negacionista climático" e como "subestimando fortemente o impacto humano de duzentos anos de industrialização e emissões de gases com efeito de estufa" em termos da sua posição sobre como responder às alterações climáticas.

### Política social
O partido é definido como socialmente conservador, rejeitando, por exemplo, a autodeterminação de género, e o líder do partido, George Galloway, descreve-se como tal. Galloway disse que o partido era "a alternativa patriótica da classe trabalhadora ao falso "Partido Trabalhista woke anti-britânico".
Em maio de 2024, Galloway disse à plataforma Novara Media que o casamento entre pessoas do mesmo sexo não é "normal", enquanto o candidato ao distrito eleitoral de Bolton, Sajid Pathan, se recusou a comentar esta questão.

### Política externa
O partido opõe-se à presença do Reino Unido na NATO e na União Europeia, defendendo a saída do país da NATO.
No entanto, uma das principais bandeiras do partido é o apoio à causa palestiniana, tendo sido, aliás, o tema de campanha para as eleições intercalares no distrito eleitoral de Rochdale, em 2024, e que valeu a vitória de Galloway. Num comunicado, afirmou que "é inequívoco no seu apoio à luta de libertação palestiniana e na oposição ao sionismo como uma ideologia violentamente racista". O seu site afirma que o partido irá “retirar todo o apoio militar das zonas de guerra”.

## Represetantes

### Câmara dos Comuns
- George Galloway (2024-presente)

## Resultados eleitorais

### Eleições legislativas
| Data | Líder(es)       | Cl. | Votos | % | +/- | Deputados | +/- | Status |
| ---- | --------------- | --- | ----- | - | --- | --------- | --- | ------ |
| 2024 | George Galloway |     |       |   |     |           |     |        |

| Data | Distrito eleitoral | Candidato       | Cl. | Votos  | %            | +/- |
| ---- | ------------------ | --------------- | --- | ------ | ------------ | --- |
| 2021 | Batley and Spen    | George Galloway | 3.º | 8 264  | 21,9 / 100,0 |     |
| 2024 | Rochdale           | George Galloway | 1.º | 12 335 | 39,7 / 100,0 |     |

### Eleições regionais no País de Gales
| Data | Líder(es)       | Cl.  | Votos | %             | +/- | Deputados | +/- | Status            |
| ---- | --------------- | ---- | ----- | ------------- | --- | --------- | --- | ----------------- |
| 2021 | George Galloway | 16.º | 411   | 0,04 / 100,00 |     | 0 / 60    |     | Extra-parlamentar |

### Eleições regionais na Escócia
| Data | Líder           | Distrito Eleitoral | Distrito Eleitoral | Distrito Eleitoral | Distrito Eleitoral | Regional | Regional | Regional      | Regional | Deputados | +/- | Status            | Notas                                             |
| Data | Líder           | Cl.                | Votos              | %                  | +/-                | Cl.      | Votos    | %             | +/-      | Deputados | +/- | Status            | Notas                                             |
| ---- | --------------- | ------------------ | ------------------ | ------------------ | ------------------ | -------- | -------- | ------------- | -------- | --------- | --- | ----------------- | ------------------------------------------------- |
| 2021 | George Galloway | Não concorreu      | Não concorreu      | Não concorreu      | Não concorreu      | 7.º      | 23 299   | 0,86 / 100,00 |          | 0 / 129   |     | Extra-parlamentar | Participou como parte da coligação All for Unity. |